# Malá Losenice
Malá Losenice (en allemand : Klein Losenitz) est une commune du district de Žďár nad Sázavou, dans la région de Vysočina, en Tchéquie. Sa population s'élevait à 267 habitants en 2020.

## Géographie
Malá Losenice se trouve à 5 km au nord-est du centre de Přibyslav, à 16 km à l'est-sud-est de Žďár nad Sázavou, à 27 km au nord-est de Jihlava et à 113 km au sud-est de Prague.
La commune est limitée par Modlíkov au nord-ouest et au nord, par Vepřová à l'est, par Velká Losenice au sud et par Přibyslav à l'ouest.

## Histoire
La première mention écrite de la localité date de 1352.

## Transports
Par la route, Malá Losenice se trouve à 6 km de Přibyslav, à 17,5 km de Žďár nad Sázavou, à 36,5 km de Jihlava et à 149 km de Prague.